# Bob Lutz (ondernemer)
Robert Anthony "Bob" Lutz (Zürich, 12 februari 1932) is een voormalig vicevoorzitter van General Motors en topmanager van andere autobedrijven, waaronder Ford, BMW en Chrysler.